# Амбарцум Бояджиян
Амбарцум Бояджиян (вірм. Ամարզում Բոյաջյան, 1867—1915) — вірменський гайдук, активний учасник національно-визвольного руху і борець за свободу вірменського народу. Повішений турками в Кесарії.

## Біографія
Амбарцум Бояджиян народився в місті Ачин (Кілікія). Був молодшим братом відомого гнчакского лідера Мецн-Жирайра, організатора визвольного руху в Малій Вірменії, убитого турецькими військами в 1894 році.
Будучи студентом-медиком в Константинополі, Амбарцум (партійне прізвисько — Мурад) став членом Соціал-демократичної партії «Гнчакян» і був одним з керівників демонстрації в константинопольському районі Кум-Капу 27 липня 1890 року, відомої також як Константинопольський протест. Демонстрація була спільною акцією партії Гнчакян і Вірменської Патріархії, вона стала відповіддю на різанину вірменів в Ерзурумі на початку червня 1890 року. Демонстранти зажадали від Високої Порти виконати, урешті-решт, статтю 61  Берлінського трактату, яка зобов'язувала Порту провести реформи, що повинні забезпечити повноправність та безпеку вірменського населення. Поліція відкрила вогонь по мирній ході, кілька людей було вбито. За голову Мурада османською владою було обіцяно 2000 золотих лір (Алтинів), але йому вдалося втекти до Греції. Звідти через Францію він виїхав до Америки.
1892 року Мурад висадився в анатолійському порту Александретта, звідки пішки дістався до Сасуна. Він став одним з організаторів Сасунського повстання. Його соратником був Мігран Таматян. В 1893 році Мецн-Мурад приїхав на Кавказ для організації допомоги жителям обложеного Сасуна. Займався перекиданням зброї з Російського Закавказзя в Сасун. Через рік вже стояв на чолі Сасунського повстання [уточнити], разом з  Андраніком,  Геворком Чаушем та Грайром. У період з 1 по 15 серпня 1894 року вони без сторонньої допомоги воювали проти 4-го турецького батальйону Зеки-паші.
Пізніше Мурад потрапив в оточення і був заарештований та підданий тортурам. Мурада засудили до 101 року тюремного ув'язнення і відправили до в'язниці в Триполі, однак це не завадило його обранню в 1905 році членом ЦК партії Гнчакян. 1906 року, за допомогою друзів з партії, він втік з в'язниці і знову перейшов на нелегальне становище. У 1907 р перебрався з Триполітанії в Єгипет, де провів переговори з відомим вірменським політиком Міграном Дамадяном. З Єгипту Амбарцум Бояджиян виїхав до Європи, звідти — в США.
Після  Младотурецкої революції 10 липня 1908 року, Амбарцум повернувся в Константинополь, повіривши загальнодемократичних гаслам переможців-младотурків. Амбарцум Бояджиян був членом парламенту від Адани і Сиса. Однак, в 1915 рік ці він був заарештований і став однією з жертв  геноциду вірмен. Після довгих мук, 24 серпня 1915 року Амбарцум і 12 його друзів були повішені в Кесарії.